# Perdita boltoniae
Perdita boltoniae is een vliesvleugelig insect uit de familie Andrenidae. De wetenschappelijke naam van de soort is voor het eerst geldig gepubliceerd in 1902 door Robertson.